# 週刊少年チャンピオン
『週刊少年チャンピオン』（しゅうかんしょうねんチャンピオン）は、秋田書店が発行する日本の週刊少年漫画雑誌。1969年7月15日創刊（創刊当初は隔週刊行で誌名も「少年チャンピオン」。1970年6月24日から誌名を「週刊少年チャンピオン」と改めて毎週刊行化）。毎週木曜日発売。略称は 「チャンピオン」・「週チャン」など。

## 概要
発行日および発売日は、毎週木曜日（北海道、九州など、一部地域は金曜日。2010年1月以降、発行日と発売日が基本的に一致するようになった（ただし、「○月○日号」の部分は旧来の発行日表記のままである））。定価は360円。マスコットキャラクターは、ツートンカラーの大きなシルクハットを被った、ヒゲが特徴的なアイドルマークであり、正式名称は「少チャン」である（『月刊少年チャンピオン』も共通して使用している）。誌名ロゴはかつては毎年変更されていたが、1991年度以降現行のものになっている（1995年度と2015年度、2023年度に「チ」の部分に若干のマイナーチェンジが加えられている）。
過去の掲載作品の変遷の影響により、他の週刊少年漫画誌と比較して自由な作風でかつアクの強い漫画が多く掲載されていると形容される。
日本雑誌協会から公表される発行部数から明らかなように、チャンピオン読者そのものの絶対数が他の週刊少年漫画誌より少ないことから、雑誌内での相対的な話題作がそのまま売上に反映されづらいのが現状であり、書店での少年チャンピオン・コミックス単行本の入荷量も他の週刊少年誌の作品に比べ少ない。
新人作家のための増刊号が発行されていないが、その代わり読切作品の掲載や短期集中連載の掲載が多く、ほぼ毎週そのための枠が確保されている。それらの作品は、読者アンケートでの評価が高いと編集部に判断されれば早い段階で毎号連載が始まる。一方で、不人気による打ち切りも他誌同様に存在する。打ち切られた作品でとくに人気が得られていないと判断された場合は、少年チャンピオン・コミックスとしての単行本が発刊されないケースがある。また、単行本化された場合でもその売上が極端に悪いと予定された最終巻まで発刊されないこともある。
実績の少ない作家の単行本第1巻の発行部数は、多くの場合同業他誌と比較して非常に少なく抑えられているのも特徴であり、その売れ行き如何により連載時の待遇が上下する。そのような新進作家が連載開始当初から人気を獲得した作品の場合、前述の特徴から初版が発売直後に品薄となるため、しばらくの間入手が困難となることもある。また、重版する場合も増刷1回あたりの部数が少なく抑えられているため、人気作が書店に幅広く出回るまでには数ヶ月要する場合がある。
競合誌である週刊少年マガジンや週刊少年サンデー同様、女性アイドルによるグラビアが表紙を飾る回数が多く、水着グラビア掲載ページも多い。

## 歴史

### 創刊期
月刊少年誌『冒険王』『まんが王』を手がけていた秋田書店が週刊少年誌の時代に対応すべく、1969年7月に「フレッシュな少年週刊誌」の謳い文句で『少年チャンピオン』の誌名で隔週刊（月二刊）誌として創刊。創刊号の表紙にはキックボクサーの沢村忠が起用された。
前年に創刊され、新人中心のラインアップで勝負を余儀なくされた集英社の『少年ジャンプ』と異なり、手塚治虫やさいとう・たかをなど有力作家を連載陣に揃えた。1970年6月24日発売号からの週刊化に伴い誌名は『週刊少年チャンピオン』に改められた。創刊の経済的基盤を支えたのは、大手出版社が本腰を入れていなかった新書判のマンガ単行本「サンデーコミックス」のヒットによるものと言われる。この時期の人気連載として、『夕やけ番長』（梶原一騎・荘司としお）、『あばしり一家』（永井豪）、『狂人軍』（藤子不二雄Ⓐ）、『ガッツジュン』（神保史郎・小畑しゅんじ）、『宇宙猿人ゴリ』（うしおそうじ・一峰大二）、『太陽の恋人』（梶原一騎・かざま鋭二）、『原始少年リュウ』（石ノ森章太郎）、『バビル2世』（横山光輝）などがある。

### 1970年代
1972年4月に壁村耐三が編集長に就任して黄金期を築く。壁村は実売で24万部と立ち遅れていた同誌において、全編を読み切り形式に変更する改革を断行。
劇画路線で青年誌化が進んでいた『週刊少年マガジン』『週刊少年サンデー』に対して王道的な少年誌路線で躍進。シリーズとして発展した『ドカベン』（水島新司）やロングセラーとなった『ブラック・ジャック』（手塚治虫）を始め、『魔太郎がくる!!』（藤子不二雄Ⓐ）、『マーズ』（横山光輝）、『キューティーハニー』（永井豪）、『番長惑星』（石ノ森章太郎）、『恐怖新聞』（つのだじろう）、『ふたりと5人』（吾妻ひでお）、『百億の昼と千億の夜』（原作:光瀬龍、作画:萩尾望都）、『がきデカ』（山上たつひこ）、『月とスッポン』（柳沢きみお）、『らんぽう』（内崎まさとし）、『レース鳩0777』（飯森広一）、『青い空を、白い雲がかけてった』（あすなひろし）、『750ライダー』（石井いさみ）、『エコエコアザラク』（古賀新一）、『ゆうひが丘の総理大臣』（望月あきら）、『マカロニほうれん荘』（鴨川つばめ）など人気作品が数多く連載され、スポ根、学園もの、ホラー、お色気、ギャグといったほぼ全てのジャンルを網羅。
発行部数も『週刊少年ジャンプ』と競い合う形で、1977年1月には200万部を突破し、ついにトップに立った。しかし、1981年壁村は病魔に倒れ、いったん編集長を辞任する（後任は阿久津邦彦。1985年には復任し、1989年に退任）。1980年代に入ると人気連載作品からの引継ぎがうまくいかず、部数競争から脱落していく。

### 1980年代
1980年代初頭には『るんるんカンパニー』・『クルクルくりん』（とり・みき）、『プラレス3四郎』（牛次郎・神矢みのる）、『すくらっぷ・ブック』・『ぶるうピーター』（小山田いく）、『気分はグルービー』（佐藤宏之）などライトな画風を持つ作品が人気作となったが、1970年代後半の爆発的なヒット作に匹敵する作品に恵まれず部数が大きく落ち込んでいった。
1985年に壁村耐三が編集長に復帰。この時期には『Let'sダチ公』（積木爆・木村知夫）、『ドッ硬連』（松田一輝）などといった番長もの・不良ものの漫画が大幅に増え、『チャンピオン』の「熱さ・男らしさ」が形成されていった。1986年に開始された極道漫画『本気!』（立原あゆみ）は、続編を含めて10年以上続く長期連載となり、『チャンピオン』の看板的作品になった。
この時期の代表作は他に、『大甲子園』・『おはようKジロー』（水島新司）、『4P田中くん』（七三太朗・川三番地）、『熱笑!! 花沢高校』・『怪人ヒイロ』（どおくまん）、『魔界都市ハンター』・『魔界学園』（菊地秀行・細馬信一）、『セパハン』・『原宿こぶし組』（服部かずみ）、『風のフィールド』（みやたけし）、『1と2』（吉田窓）、『激闘!!荒鷲高校ゴルフ部』（沼よしのぶ）、『その気にさせてよmyマイ舞』（山口譲司）などがある。

### 1990年代
1991年、誌名ロゴが現在とほぼ同じものとなった。また、このころ、『三四郎2』（きくち正太）、『男旗』（石山東吉）、『シャカリキ!』（曽田正人）、『ウダウダやってるヒマはねェ!』（米原秀幸）、『覚悟のススメ』（山口貴由）など、それまでの不良漫画主体だった誌面から一線を画す、若手作家による個性的な人気作が台頭するようになる。また、1991年と1993年にそれぞれ連載開始した『グラップラー刃牙』（板垣恵介）と『浦安鉄筋家族』（浜岡賢次）は続編を含めて20年以上に渡り『チャンピオン』の看板作品となった。
1994年、月刊少年チャンピオンやプレイコミックを担当していた大塚公平が編集長に就任。『優駿の門』（やまさき拓味）、『グルームパーティー』（川島よしお）、『学校怪談』（高橋葉介）、『鉄鍋のジャン!』（西条真二）、『ドカベン プロ野球編』（水島新司）、『京四郎』（樋田和彦）、『特攻天女』（みさき速）といった、多種多様なジャンルの人気長期連載が次々と開始、また読者コーナーも1995年1号に開始した『チャンピオンカップ (C2)』が長期間続き、以後2000年ごろまで安定した誌面構成が続いた。とりわけ『ドカベン プロ野球編』は連載開始時にテレビ番組など各種メディアでも大きく取り上げられ、話題を呼んだ。
その後も、冒険ファンタジー『フルアヘッド!ココ』（米原秀幸）・『悟空道』（山口貴由）、お色気学園もの『オヤマ! 菊之助』（瀬口たかひろ）、コメディ『おまかせ!ピース電器店』（能田達規）・うういずみ『2×2』、『ゲッチューまごころ便』（緋采俊樹）、ショートギャグ『おやつ』（おおひなたごう）・『がんばれ酢めし疑獄!!』（施川ユウキ）、不良もの『フジケン』（小沢としお）、スポーツ『満天の星』（楠本哲）など、各ジャンルにおいてヒット作が続いた。

### 2000年代前半
2000 - 2001年ごろには『ななか6/17』（八神健）、『エイケン』（松山せいじ）といった「萌え系」と称される傾向の作品が開始し（両者はともにアニメ化された）、1995年以降7年間続いていた読者投稿ページ『チャンピオンカップ』も、ブロッコリーとのタイアップにより同社のマスコットキャラクターである「デ・ジ・キャラット（でじこ）」をMCに据えた『でじこのチャンピオンカップ』へとリニューアルされた。
ストーリー漫画ではその後長期連載となる『ショー☆バン』（森高夕次・松島幸太朗）や、ラーメン漫画『虹色ラーメン』（馬場民雄）などの安定した作品、原作は電気グルーヴのメンバーで俳優のピエール瀧、作画は特異な作風で知られる漫$画太郎の『樹海少年ZOO1』やアニメとまったく違う展開を見せたコミカライズ作品『スクライド』などの挑戦的な作品も見られた。
2002年には大塚公平に代わり樋口茂が編集長に就任。1990年代のチャンピオンを支えてきた長期連載が軒並み終了したが、それに代わる人気作が産まれなかったため、誌面は不安定な状態となり部数も大きく落ち込んだ。
ストーリー漫画、スポーツ漫画共に短命に終わる作品が乱発され『アクメツ』（田畑由秋・余湖裕輝）・『いっぽん!』（佐藤タカヒロ）など2 - 3年の連載が続くのが良い方という状態に陥った。また、2003年から2005年までは萌え系漫画が減少し再び不良漫画が増加したが、『番長連合』（阿部秀司）や『ナンバMG5』（小沢としお）以外は軒並み低調に終わった。
それと前後して誌面におけるメディアミックス系コミカライズ作品も掲載されていたが、『カオシックルーン』（山本賢治）、や『舞-HiME』（矢立肇・キムラノボル・佐藤健悦）など）のコミカライズなどを例外として、どれも低調であった。
一方、ギャグ・コメディ漫画では『無敵看板娘』（佐渡川準）がヒットし、アニメ化もされた。コメディー漫画はかつて毎回15-16ページが業界の標準であったが、同誌では以後、8ページ以下のショートコメディーの連載本数が増えてくる。
前述の読者投稿ページは『チャンピオンロード』『黒チャンピオン党』と1 - 2年足らずのスパンで変更され低迷していたが、2005年1月に開始した西口プロレスとタイアップした『チャンピオン投稿コロシアム (CTC)』は安定した人気を獲得し、2013年9号まで続いた。ゲーム紹介欄は、2004年にそれまで掲載されていた『電気頭脳園』に代わり、神楽つなを起用した『電遊日記』が開始し、2009年まで続いた。

### 2000年代後半
2005年10月には編集長が沢考史に交代し、大幅な誌面改革を断行する。それまでの連載の大部分を2006年度中に入れ替え、通常連載では休載を出来る限り行わせない骨太の方針に変更した。
2006年20号から2009年1号まで表紙に「これ楽しい!これ面白い!!」というキャッチコピーを用い、車田正美による『聖闘士星矢』の続編『聖闘士星矢 NEXT DIMENSION 冥王神話』とその外伝的作品の連載『聖闘士星矢 THE LOST CANVAS 冥王神話』（作画・手代木史織）を立ち上げた。その他、ギャグでは『みつどもえ』（桜井のりお）・『侵略!イカ娘』（安部真弘）・『木曜日のフルット』（石黒正数）、不良漫画では『クローバー』（平川哲弘）、スポーツ漫画では『ANGEL VOICE』（古谷野孝雄）・『弱虫ペダル』（渡辺航）・『バチバチ』シリーズ（佐藤タカヒロ）、その他では『ブラック・ジャック創作秘話〜手塚治虫の仕事場から〜』（宮崎克・吉本浩二）など、各ジャンルで話題作を輩出している。いくつかの作品はアニメやテレビドラマなど他のメディアにも進出し、中でも『弱虫ペダル』は『チャンピオン』の看板作品となった。
また、前述の『チャンピオン投稿コロシアム (CTC)』が好評を博し、長年3ページで固定されていた読者ページ枠を4ページに拡大させた。
2009年には、創刊40周年記念企画として過去の人気連載の新作読切作品を多数発表した。また、その企画の一環として新しいキャッチフレーズを公募し、その結果「何でもありの無差別級まんが雑誌!」が選ばれ（同年40号発表）、以後、2010年52号まで表紙に用いられた。40周年記念企画スタート号となった2009年17号の誌名ロゴは1977年ごろのものが使用された。

### 2010年代
長らく『ドカベン』『浦安』『刃牙』に大きく依存していた週刊少年チャンピオン発の少年チャンピオン・コミックスの売上も、上記の連載作の登場によってその割合が弱まり、全体が底上げされた。このため基本的にグラビア（グラビアは『週刊少年チャンピオンアイドルフォトジェニック』としてレーベル展開。2010年代前半はAKBグループ、坂道シリーズが独占していたが、2016年ごろよりハロー!プロジェクト・STARDUST PLANET・iDOL Street関連も登場するようになった）が多くを占めた表紙も、再び漫画作品を前面に出したものが増加するようになった。しかし、佐渡川準や佐藤タカヒロなど逝去した漫画家もおり、それに伴い絶筆となった作品もあり、特に佐藤タカヒロが最期に掲載した2018年33号は発売と同時に瞬く間に売り切れる店も少なくなかった。
2016年3月15日、電子版の配信が開始された。配信当初は木曜日に紙の雑誌で発売した内容を、翌週の火曜日に配信する形で行われたが、2017年7号から紙の雑誌が発売される同日に配信されるようになった。ただし、『ドカベン ドリームトーナメント編』と巻頭グラビア企画ページ『週刊少年チャンピオンアイドルフォトジェニック』は未掲載。電子版限定として、佐藤タカヒロ追悼記念による『バチバチ』の復刻連載、『ボスレノマ 〜囚人リク外伝〜』の連載開始記念に合わせて『囚人リク』本編の第1話と第2話を再掲している。
2017年6月、12年弱に渡って本誌を牽引した沢に替わって武川新吾が編集長に就任。
2018年6月、紙版31号にて中断期間を含めて46年間連載していた『ドカベン』シリーズが『ドリームトーナメント編』の最終回をもって完結。
2019年に創刊50周年を迎え、「必死こいて半世紀」というキャッチコピーを用い、名作や2019年時点の人気作のリバイバル再掲載を毎号掲載している。同年46号からはチャンピオンの歴代編集長の活躍を描く漫画『チャンピオンズ〜週刊少年チャンピオンを創った男たちの物語〜』（魚乃目三太）を連載。また、『グラップラー刃牙』の第1話が板垣恵介本人によってセルフリメイクされた。
この時期の代表作は、ギャグでは『吸血鬼すぐ死ぬ』（盆ノ木至）・『あつまれ!ふしぎ研究部』（安部真弘）、コメディでは『魔入りました!入間くん』（西修）、恋愛漫画では『実は私は』（増田英二）、不良漫画では『シュガーレス』（細川雅巳）・『六道の悪女たち』（中村勇志）、スポーツ漫画では『ハリガネサービス』（荒達哉）・『もういっぽん!』（村岡ユウ）、その他では『囚人リク』（瀬口忍）・『BEASTARS』（板垣巴留）・『SHY』（実樹ぶきみ）などがあり、いくつかの作品はアニメやテレビドラマなど他のメディアにも進出している。
他メディアと連動したコラボレーション連載も引き続き実施され、『バイオハザード』や『劇場霊』のコミカライズ版を連載。また、スピンオフ作品の連載も行われ、『囚人リク』の外伝的作品である『ボスレノマ 〜囚人リク外伝〜』（瀬口忍）や『WORST』の外伝的作品である『WORST外伝 グリコ』（髙橋ヒロシ・鈴木リュータ）を立ち上げている。

### 2020年代
2023年10月5日発売の45号より、毎月第1木曜配信の本誌の電子版にて、増刊『チャンピオンBUZZ』（チャンピオンバズ）が付属されている。
2020年代の作品には、『桃源暗鬼』（漆原侑来）、『SANDA』（板垣巴留）、メディアミックス作品『八月のシンデレラナイン』、『学園アイドルマスター』のコミカライズ版、『ルパン三世』のコミカライズ版、不知火建設 のコミカライズ版、『火喰鳥 羽州ぼろ鳶組』のコミカライズ版、『魔入りました!入間くん』のスピンオフ作品『魔界の主役は我々だ!』がある。

## 連載作品
2025年8月21日（2025年38号）現在連載中の作品。休載中の不定期連載作品や短期集中連載作品も含む。
| 作品名                         | 作者（作画・小説）   | 原作など                                                                | 開始号             | 備考                                                          |
| ------------------------------ | -------------------- | ----------------------------------------------------------------------- | ------------------ | ------------------------------------------------------------- |
| 弱虫ペダル                     | 渡辺航               | －                                                                      | 2008年12号         |                                                               |
| 木曜日のフルット               | 石黒正数             | －                                                                      | 2009年6号          | 掲載順は巻末に固定                                            |
| 魔入りました!入間くん          | 西修                 | －                                                                      | 2017年14号         |                                                               |
| あっぱれ!浦安鉄筋家族          | 浜岡賢次             | －                                                                      | 2018年16号         | 「浦安鉄筋家族」シリーズの続編                                |
| WORST外伝 グリコ               | 鈴木リュータ（作画） | 髙橋ヒロシ（原作）                                                      | 2019年7号          | 「WORST」のスピンオフ作品                                     |
| SHY                            | 実樹ぶきみ           | －                                                                      | 2019年35号         |                                                               |
| ヤンキーJKクズハナちゃん       | 宗我部としのり       | －                                                                      | 2020年16号         | 読み切りから連載化                                            |
| 桃源暗鬼                       | 漆原侑来             | －                                                                      | 2020年28号         |                                                               |
| ルパン三世 異世界の姫君        | 内々けやき（漫画）   | モンキー・パンチ（原作） エム・ビー・ワークス （原作） 佐伯庸介（脚本） | 2021年39号         | 「ルパン三世」のコミカライズ作品                              |
| 漫画 ゆうえんち-バキ外伝-      | 藤田勇利亜（漫画）   | 板垣恵介（原案） 夢枕獏（原作）                                         | 2022年16号         | 「刃牙」シリーズのスピンオフ作品 小説のコミカライズ版 月1連載 |
| 気絶勇者と暗殺姫               | 雪田幸路（漫画）     | のりしろちゃん（原作）                                                  | 2022年48号         |                                                               |
| 刃牙らへん                     | 板垣恵介             | －                                                                      | 2023年39号         | 「刃牙」シリーズの続編                                        |
| まりも兄弟の茶飯事             | イトノコ（漫画）     | 蔵人幸明（原作）                                                        | 2024年29号         |                                                               |
| きみは四葉のクローバー         | こうし               | －                                                                      | 2024年33号         |                                                               |
| MOGAKU                         | グミマル             | －                                                                      | 2024年34号         |                                                               |
| 乱破〜ヤンキー忍風帖〜         | 橋本エイジ           | －                                                                      | 2023年43号         |                                                               |
| 学園アイドルマスター GOLD RUSH | 沖乃ゆう（作画）     | 猪ノ谷言葉（脚本・構成） バンダイナムコエンターテインメント（原作）     | 2024年44号         | 「学園アイドルマスター」のコミカライズ作品                    |
| チェリー勇者と"せい"なる剣     | 内場悠月             | －                                                                      | 2023年47号         |                                                               |
| 廻刻の勇者                     | 佐藤貴彬（漫画）     | 四葉夕卜（原作）                                                        | 2025年1号          |                                                               |
| タイカの理性                   | 板垣巴留             | －                                                                      | 2025年7号          |                                                               |
| 閻魔の教室                     | 田中優吏             | －                                                                      | 2025年20号         |                                                               |
| 火喰鳥 -羽州ぼろ鳶組-          | 瀬口忍（作画）       | 今村翔吾（原作）                                                        | 2025年21・22合併号 | 「羽州ぼろ鳶組シリーズ」のコミカライズ版                      |
| ソナタはいったい誰なんだ       | 猪ノ谷言葉           | －                                                                      | 2025年24号         |                                                               |
| お葉花を愛でる                 | 柴田賢志郎           | －                                                                      | 2025年35号         |                                                               |
| ガーリーデビュー               | 浦野ウララ           | －                                                                      | 2025年38号         |                                                               |

### 休載中
| 作品名                        | 作者（作画）       | 原作など         | 開始号     | 備考                              |
| ----------------------------- | ------------------ | ---------------- | ---------- | --------------------------------- |
| バキ外伝 疵面-スカーフェイス- | 山内雪奈生（作画） | 板垣恵介（原作） | 2009年7号  | 「刃牙」シリーズ のスピンオフ作品 |
| 吸血鬼すぐ死ぬ                | 盆ノ木至           | －               | 2015年30号 |                                   |

## 映像化作品

### アニメ化
| 作品                          | 放送年                          | アニメーション制作                    | 備考                                                             |
| ----------------------------- | ------------------------------- | ------------------------------------- | ---------------------------------------------------------------- |
| 夕やけ番長                    | 1968年9月 - 1969年3月           | 東京テレビ動画                        |                                                                  |
| 原始少年リュウ                | 1971年10月 - 1972年3月          | 東映動画                              |                                                                  |
| バビル2世                     | 1973年1月 - 9月（第1作）        | 東映動画                              | OVAあり                                                          |
| バビル2世                     | 2001年10月 - 12月（第2作）      | ベガエンタテイメント                  | OVAあり                                                          |
| ミクロイドS                   | 1973年4月 - 10月                | 東映動画                              |                                                                  |
| キューティーハニー            | 1973年10月 - 1974年3月（第1作） | 東映動画                              | OVA、映画あり                                                    |
| キューティーハニー            | 1997年2月 - 1998年1月（第2作）  | 東映動画                              | OVA、映画あり                                                    |
| キューティーハニー            | 2018年4月 - 6月（第3作）        | プロダクション リード                 | OVA、映画あり                                                    |
| ドカベン                      | 1976年10月 - 1979年12月         | 日本アニメーション 土田プロダクション |                                                                  |
| ドン・ドラキュラ              | 1982年4月                       | じんプロダクション                    |                                                                  |
| プラレス3四郎                 | 1983年6月 - 1984年2月           | カナメプロダクション                  |                                                                  |
| プライム・ローズ              | 1983年8月                       | 手塚プロダクション                    | 『24時間テレビ 「愛は地球を救う」』内で放送                      |
| らんぽう                      | 1984年4月 - 9月                 | NAS                                   |                                                                  |
| がきデカ                      | 1989年10月 - 1990年3月          | スタジオぎゃろっぷ                    | OVAあり                                                          |
| 浦安鉄筋家族                  | 1998年6月 - 8月（第1期）        | スタジオディーン                      |                                                                  |
| 浦安鉄筋家族                  | 2014年7月 - 12月（第2期）       | スタジオディーン                      |                                                                  |
| グラップラー刃牙              | 2001年1月 - 12月                | グループ・タック                      | OVAあり                                                          |
| ハングリーハート WILD STRIKER | 2002年9月 - 2003年9月           | 日本アニメーション                    |                                                                  |
| マーズ                        | 2002年10月 - 2003年2月          | プラム スタジオガッツ                 | OVAあり                                                          |
| ななか6/17                    | 2003年1月 - 3月                 | J.C.STAFF                             |                                                                  |
| ブラック・ジャック（アニメ）  | 2004年10月 - 2006年3月（無印）  | 手塚プロダクション                    | OVA、映画あり                                                    |
| ブラック・ジャック（アニメ）  | 2006年4月 - 9月（21）           | 手塚プロダクション                    | OVA、映画あり                                                    |
| 無敵看板娘                    | 2006年7月 - 9月                 | テレコム・アニメーションフィルム      |                                                                  |
| みつどもえ                    | 2010年7月 - 9月（第1期）        | ブリッジ                              | 特別編1話（第1期）あり                                           |
| みつどもえ                    | 2011年1月 - 2月（第2期）        | ブリッジ                              | 特別編1話（第1期）あり                                           |
| 侵略!イカ娘                   | 2010年10月 - 12月（第1期）      | ディオメディア                        |                                                                  |
| 侵略!イカ娘                   | 2011年9月 - 12月（第2期）       | ディオメディア                        |                                                                  |
| 弱虫ペダル（アニメ）          | 2013年10月 - 2014年6月（第1期） | TMS/8PAN                              | OVA、映画あり                                                    |
| 弱虫ペダル（アニメ）          | 2014年10月 - 2015年3月（第2期） | TMS/8PAN                              | OVA、映画あり                                                    |
| 弱虫ペダル（アニメ）          | 2017年1月 - 6月（第3期）        | TMS/8PAN                              | OVA、映画あり                                                    |
| 弱虫ペダル（アニメ）          | 2018年1月 - 6月（第4期）        | TMS/8PAN                              | OVA、映画あり                                                    |
| 弱虫ペダル（アニメ）          | 2022年10月 - 2023年3月（第5期） | TMS/Die4studio                        | OVA、映画あり                                                    |
| 実は私は                      | 2015年7月 - 9月                 | TMS/3xCube                            |                                                                  |
| 魔法少女サイト                | 2018年4月 - 6月                 | production dóA                        |                                                                  |
| バキ                          | 2018年7月 - 12月（第1期）       | TMS/だぶるいーぐる                    | 『グラップラー刃牙』の続編                                       |
| バキ                          | 2020年7月 - 9月（第2期）        | TMS/だぶるいーぐる                    | 『グラップラー刃牙』の続編                                       |
| 魔入りました!入間くん         | 2019年10月 - 2020年3月（第1期） | BNピクチャーズ                        |                                                                  |
| 魔入りました!入間くん         | 2021年4月 - 9月（第2期）        | BNピクチャーズ                        |                                                                  |
| 魔入りました!入間くん         | 2022年10月 - 2023年3月（第3期） | BNピクチャーズ                        |                                                                  |
| 魔入りました!入間くん         | 未公表（第4期）                 | BNピクチャーズ                        |                                                                  |
| BEASTARS                      | 2019年10月 - 12月（第1期）      | オレンジ                              |                                                                  |
| BEASTARS                      | 2021年1月 - 3月（第2期）        | オレンジ                              |                                                                  |
| 吸血鬼すぐ死ぬ                | 2021年10月 - 12月（第1期）      | マッドハウス                          |                                                                  |
| 吸血鬼すぐ死ぬ                | 2023年1月 - 3月（第2期）        | マッドハウス                          |                                                                  |
| ハリガネサービス              | 2022年8月                       | SynergySP                             | 『アニ×パラ〜あなたのヒーローは誰ですか〜』の第15弾で5分枠アニメ |
| もういっぽん!                 | 2023年1月 - 4月                 | BAKKEN RECORD                         |                                                                  |
| 六道の悪女たち                | 2023年4月 - 6月                 | サテライト                            |                                                                  |
| AIの遺電子                    | 2023年7月 - 9月                 | マッドハウス                          |                                                                  |
| SHY                           | 2023年10月 - 12月（第1期）      | エイトビット                          |                                                                  |
| SHY                           | 2024年7月 - 9月（第2期）        | エイトビット                          |                                                                  |
| 桃源暗鬼                      | 2025年7月 -                     | スタジオ雲雀                          |                                                                  |
| 気絶勇者と暗殺姫              | 2025年7月 -                     | CONNECT                               |                                                                  |
| SANDA                         | 2025年10月 -                    | サイエンスSARU                        |                                                                  |
| 刃牙道                        | 未公表                          | トムス・エンタテインメント            | 『範馬刃牙』の続編                                               |

- 他誌へ移籍後にテレビアニメ化作品には『僕の心のヤバイやつ』がある。

| 作品                                | 発売年                   | アニメーション制作                           | 備考                                             |
| ----------------------------------- | ------------------------ | -------------------------------------------- | ------------------------------------------------ |
| 本気!                               | 1990年                   | 出演なし                                     |                                                  |
| 恐怖新聞                            | 1991年                   | ぴえろプロジェクト                           |                                                  |
| あばしり一家                        | 1992年                   | スタジオぴえろ 東京キッズ                    |                                                  |
| その気にさせてよmyマイ舞            | 1993年                   | 出演なし                                     |                                                  |
| 臀撃おしおき娘ゴータマン            | 1994年                   | アニメイトフィルム（1） スタジオ旗艦（1、2） |                                                  |
| ウダウダやってるヒマはねェ!         | 1995年                   | 出演なし                                     |                                                  |
| 覚悟のススメ                        | 1996年                   | 葦プロダクション                             |                                                  |
| エイケン                            | 2003年 - 2004年          | J.C.STAFF                                    |                                                  |
| 聖闘士星矢 THE LOST CANVAS 冥王神話 | 2009年 - 2010年（第1章） | 東京ムービー                                 | 週刊少年ジャンプで連載された『聖闘士星矢』の外伝 |
| 聖闘士星矢 THE LOST CANVAS 冥王神話 | 2011年（第2章）          | 東京ムービー                                 | 週刊少年ジャンプで連載された『聖闘士星矢』の外伝 |

| 作品       | 配信年              | アニメーション制作         | 備考           |
| ---------- | ------------------- | -------------------------- | -------------- |
| ペンギン娘 | 2008年              | ピクチャーマジック         |                |
| 範馬刃牙   | 2021年（第1期）     | トムス・エンタテインメント | 『バキ』の続編 |
| 範馬刃牙   | 2023年（第2期）     | トムス・エンタテインメント | 『バキ』の続編 |
| BEASTARS   | 2024年（第1クール） | オレンジ                   | FINAL SEASON   |
| BEASTARS   | 未公表（第2クール） | オレンジ                   | FINAL SEASON   |

### テレビドラマ化
| 作品                                               | 放送年                       | 制作                                   | 備考             |
| -------------------------------------------------- | ---------------------------- | -------------------------------------- | ---------------- |
| ガッツジュン                                       | 1971年                       | 宣弘社プロダクション、TBS              |                  |
| 太陽の恋人                                         | 1971年                       | NET、東映                              |                  |
| 銭っ子（ドラマ）                                   | 1977年 - 1978年              | 東宝、東海テレビ                       |                  |
| ゆうひが丘の総理大臣                               | 1978年 - 1979年              | 東宝ユニオン映画                       |                  |
| ブラック・ジャック（実写版）                       | 1981年（連続）               | テレビ朝日、松竹、加山プロモーション   |                  |
| ブラック・ジャック（実写版）                       | 2000年 - 2001年（特番1 - 3） | TBS                                    |                  |
| ブラック・ジャック（実写版）                       | 2011年（特番4）              | STUDIO SWAN                            |                  |
| ブラック・ジャック（実写版）                       | 2024年（特番5）              | テレビ朝日、東映                       |                  |
| 月とスッポン                                       | 1986年（特番）               | 日本映像、フジテレビ                   |                  |
| クルクルくりん                                     | 1984年                       | 東宝、フジテレビ                       |                  |
| エコエコアザラク                                   | 1997年                       | 円谷映像                               |                  |
| エコエコアザラク                                   | 2004年（〜眼〜）             | 円谷エンターテインメント               |                  |
| 24のひとみ                                         | 2007年 - 2008年              | TBS                                    | 1分半劇場(第3弾) |
| キューティーハニー（ドラマ）                       | 2007年 - 2008年              | 出演なし                               |                  |
| クローバー                                         | 2012年                       | テレビ東京、ファインエンターテイメント |                  |
| シュガーレス                                       | 2012年                       | 日本テレビ                             |                  |
| ブラック・ジャック創作秘話〜手塚治虫の仕事場から〜 | 2013年（特番）               | 関西テレビ                             |                  |
| 弱虫ペダル                                         | 2016年（第1期）              | 東宝映像事業部                         |                  |
| 弱虫ペダル                                         | 2017年（第2期）              | 東宝映像事業部                         |                  |
| 恐怖新聞                                           | 2020年                       | 東海テレビ、松竹                       |                  |
| 浦安鉄筋家族                                       | 2020年                       | テレビ東京、メディアプルポ             |                  |
| ナンバMG5                                          | 2022年                       | フジテレビ第一制作部                   |                  |

### 実写映画化
| 作品                                                 | 公開年                               | 監督                             | 配給                                          | 備考                                         |
| ---------------------------------------------------- | ------------------------------------ | -------------------------------- | --------------------------------------------- | -------------------------------------------- |
| ドカベン                                             | 1977年                               | 鈴木則文                         | 東映                                          |                                              |
| ブラック・ジャック（実写版）                         | 1977年                               | 大林宣彦                         | 東宝                                          | タイトルは「瞳の中の訪問者」                 |
| ブラック・ジャック（実写版）                         | 1996年（OV）                         | 小中和哉                         | 出演なし                                      | オリジナルビデオ                             |
| 本気!                                                | 1991年                               | 吉川一義                         | 東映                                          |                                              |
| 本気!                                                | 1994年 - 2004年（OV）                | 出演なし                         | 出演なし                                      | オリジナルビデオ                             |
| 代打教師 秋葉、真剣です!                             | 1991年                               | 那須博之                         | 東映洋画                                      |                                              |
| エコエコアザラク                                     | 1995年 - 1998年                      | 佐藤嗣麻子（1、2） 上野勝仁（3） | ギャガ・コミュニケーションズ                  |                                              |
| エコエコアザラク                                     | 2001年（EKOEKO AZARAK）              | 鈴木浩介                         | ギャガ・コミュニケーションズ                  |                                              |
| エコエコアザラク                                     | 2006年（R-page／B-page）             | 太一                             | アートポート エイベックス・エンタテインメント |                                              |
| エコエコアザラク                                     | 2011年（ファーストエピソード（OV）） | 古賀新一                         | 出演なし                                      | オリジナルビデオ                             |
| 恐怖新聞                                             | 1996年（第1作（OV））                | 石井てるよし                     | エムスリイエンタテインメント                  | オリジナルビデオ                             |
| 恐怖新聞                                             | 2004年（予言）                       | 鶴田法男                         | 東宝                                          | Jホラーシアターシリーズ第1弾作品             |
| 恐怖新聞                                             | 2011年（第2作）                      | 大森研一                         | パラレル                                      |                                              |
| 亡霊学級                                             | 1996年（OV）                         | 鶴田法男                         | 出演なし                                      | オリジナルビデオ                             |
| 亡霊学級                                             | 1997年（少女の戦慄（OV））           | サトウトシキ                     | 出演なし                                      | オリジナルビデオ                             |
| 学校怪談                                             | 1998年（OV）                         | 伊藤秀裕                         | 出演なし                                      | オリジナルビデオ                             |
| 750ライダー                                          | 2001年（OV）                         | 勝山茂雄                         | Softgarage                                    | オリジナルビデオ                             |
| キューティーハニー（映画（2004年）・映画（2016年）） | 2004年（第1作）                      | 庵野秀明                         | ワーナー・ブラザース映画                      |                                              |
| キューティーハニー（映画（2004年）・映画（2016年）） | 2016年（TEARS）                      | A.T.、ヒグチリョウ               | 東映                                          |                                              |
| あばしり一家                                         | 2009年                               | 石井てるよし                     | 出演なし                                      |                                              |
| 不安の種+                                            | 2013年                               | 長江俊和                         | 是空                                          | 他誌掲載の前作「不安の種」と共に実写映画原作 |
| 弱虫ペダル                                           | 2020年                               | 三木康一郎                       | 松竹                                          |                                              |
| Gメン                                                | 2023年                               | 瑠東東一郎                       | 東映                                          |                                              |

### その他
| 作品         | 公開年 | 監督     | 配給     | 備考                                                               |
| ------------ | ------ | -------- | -------- | ------------------------------------------------------------------ |
| ミッドナイト | 2024年 | 三池崇史 | 出演なし | Appleの企画「iPhoneで撮影 - Shot on iPhone」の実写ショートフィルム |

## 読者投稿ページ
- チャンピオンパック（1970年代）
- ビッグスペース（1980年代）
- シルクハットハウス（1980年代後半まで）
- スクランブルニュース（1980年代後半 - 1990年代初頭）
- チャンピオンベストステージ（1990年代初頭 - 1994年）
- 寄席ばいいのに!（1994年）
- チャンピオンカップ (C2)（1995年1号 - 2001年18号）
- でじこのチャンピオンカップ（2001年19号 - 2002年36号）
- チャンピオンロード（2002年37+38号 - 2003年29号）
- 黒チャンピオン党（2003年30号 - 2005年6号）
- 西口プロレス認定 チャンピオン投稿コロシアム (CTC)（2005年7号 - 2013年9号）
- EXIT TUNESプレゼンツ 週刊3D 出口はドコだ!?(週刊3D)（2013年10号 - 2014年24号）
- 週チャンひみつ基地局(チャンみつ)（2014年28号 - 2018年33号）

## 連載記事

### ゲーム紹介
K&O Bros.の電気頭脳園（ケーオーブラザーズのでんきずのうえん）
（構成：笠井修・大崎悌造（交代で担当）、本文カット：島村英康→仲田リズム→村瀬範行（代替わりで担当））?年 - 2004年30号
中間の仲田リズム担当時代は批評者に「担当編集者S」（イラストによると女性）が加わっていたので、「K&O Bros.の」を外した「電気頭脳園」が正式名称だった。
エリス&モリソン&パチの電遊日記（-でんゆうにっき）
（構成・文：ブレインナビ・スタジオサバイヴ・Wyvern（ワイバーン）（担当は不規則。）、本文イラスト：神楽つな）2004年31号 - 2010年4・5合併号
パチは途中から登場したキャラクターなので、それ以前のタイトルは「エリス&モリソンの電遊日記」だった。
ギャル番ゲーマー マリー
（構成・文：スタジオサバイヴ、本文イラスト：結路いさと（ゆろ いさと））2010年6号 - 2011年52号
週チャンゲーム板
（構成・文：スタジオサバイヴ）
VER.1 神と犬と山下の週チャンゲーム板
（本文イラスト：野呂俊介）2012年1号 - 53号
VER.2 馬とスマホと橘の週チャンゲーム板
（本文イラスト：福井しゅん）2013年1号 - 52号
VER.3 悪魔と僕と木口卓の週チャンゲーム板（あくまとしもべとキグタクの-）
（本文イラスト：都尾琉（みやお りゅう））2014年1号 -

### 総合情報コーナー
- チャンピオンレーダー（1970年代 - 1980年）
- 情報チャンネルあいどる組
- マイ・ワールド
- 情報エクスプレス（アーティストインタビューやイベント情報、プレゼント情報のページ）
  - チャンピオンCINEMAプレビュー（映画紹介記事。かつては独立したページを持った記事であったが、2006年に情報エクスプレスの一記事に格下げされた）
- 週刊少年チャンピオン50thアニバーサリー（2018年34号 - ）
  - 週刊少年チャンピオンの歴代連載作品の紹介を主とするコーナー。

## 歴代編集長
1. 成田清美（1969年創刊号 - 1972年25号（1972年3月））
2. 壁村耐三（第一次、1972年26号（1972年4月） - 1981年46号）
3. 阿久津邦彦（1981年47号 - 1983年9号）
4. 神永悦也（1983年10号 - 1985年16号）
5. 壁村耐三（第二次、1985年17号 - 1989年31号）
6. 岡本三司（1989年32号 - 1994年37+38合併号）
7. 大塚公平（1994年39号 - 2002年4+5合併号（2001年12月）） - 映画評論家・二階堂卓也でもある（『ブラック・ジャック創作秘話〜手塚治虫の仕事場から〜』3巻より）
8. 樋口茂（2002年6号（2002年1月） - 2005年47号（2005年10月））
9. 沢考史（2005年48号（2005年10月） - 2017年26号（2017年5月））
10. 武川新吾（2017年27号（2017年6月）  - 2023年53号（2023年11月））
11. 松山英生（2024年1号（2023年12月） - ）

## 主催新人漫画賞
- 週刊少年チャンピオン新人まんが賞（原則3月締切と9月締切の年2回募集）
- 月例フレッシュまんが賞（原則月末締切の月例賞）

## 発行部数
これらの部数は公称値や推定値であり、実数ではないことに注意を要する。
- 1969年7月15日創刊号 21万部[17]
- 1972年7月3日号 39万部[17]
- 1973年8月20日号 50万部[17]
- 1974年9月9日号 100万部[17]
- 1977年1月 200万部[7]
- 1978年9月11日号 205万部[17]
- 1979年1月22・29合併号 250万部[17]
- 2009年 55万部[17]

以上は公称値による発表である。
|                    | 部数   | 出典                                         |
| ------------------ | ------ | -------------------------------------------- |
| 1989年（平成元年） | 70万部 | 1990年版 出版指標年報                        |
| 1990年（平成2年）  | 64万部 | 1991年版 出版指標年報                        |
| 1991年（平成3年）  | 65万部 | 1992年版 出版指標年報                        |
| 1992年（平成4年）  | 65万部 | 1993年版 出版指標年報                        |
| 1993年（平成5年）  | 65万部 | 1994年版 出版指標年報                        |
| 1994年（平成6年）  | 65万部 | 1995年版 出版指標年報                        |
| 1995年（平成7年）  | 75万部 | 1996年版 出版指標年報                        |
| 1996年（平成8年）  | 75万部 | 1997年版 出版指標年報                        |
| 1997年（平成9年）  | 70万部 | 1998年版 出版指標年報                        |
| 1998年（平成10年） | 67万部 | 1999年版 出版指標年報                        |
| 1999年（平成11年） | 60万部 | 2000年版 出版指標年報                        |
| 2000年（平成12年） | 60万部 | 2001年版 出版指標年報                        |
| 2003年（平成15年） | 35万部 | 2004年版 出版指標年報 ISBN 4-9901618-1-5     |
| 2004年（平成16年） | 30万部 | 2005年版 出版指標年報 ISBN 4-9901618-2-3     |
| 2005年（平成17年） | 32万部 | 2006年版 出版指標年報 ISBN 4-9901618-3-1     |
| 2006年（平成18年） | 32万部 | 2007年版 出版指標年報 ISBN 978-4-9901618-4-2 |
| 2007年（平成19年） | 32万部 | 2008年版 出版指標年報 ISBN 978-4-9901618-5-9 |
| 2008年（平成20年） | 30万部 | 2009年版 出版指標年報 ISBN 978-4-9901618-6-6 |
| 2009年（平成21年） | 29万部 | 2010年版 出版指標年報 ISBN 978-4-9901618-7-3 |
| 2010年（平成22年） | 27万部 | 2011年版 出版指標年報 ISBN 978-4-9901618-8-0 |
| 2011年（平成23年） | 28万部 | 2012年版 出版指標年報 ISBN 978-4-9901618-9-7 |
| 2012年（平成24年） | 26万部 | 2013年版 出版指標年報 ISBN 978-4-915084-00-3 |
| 2013年（平成25年） | 25万部 | 2014年版 出版指標年報 ISBN 978-4-915084-01-0 |
| 2014年（平成26年） | 24万部 | 2015年版 出版指標年報 ISBN 978-4-915084-02-7 |
| 2015年（平成27年） | 21万部 | 2016年版 出版指標年報 ISBN 978-4-915084-03-4 |

以上の部数は全国出版協会発行の「出版指標 年報」掲載の推定値であり、公称値とは性質が異なる。

## 増刊号
1970年に『月刊少年チャンピオン』が創刊したが、同社発行の『冒険王』から漫画部分を吸収する形で兄弟誌の立場になった。その後、新人作家の読切を主とした増刊号が刊行され、1980年代前半には青年誌として『週刊少年チャンピオン増刊 ヤングチャンピオン』が不定期に刊行されていた時期もあった。
現在は定期的に刊行される増刊号は存在しないが、『範馬刃牙』の総集編や、毎度!浦安鉄筋家族の新作と傑作選、新人ギャグ作家の読切を掲載した『毎度!浦安鉄筋家族 増刊』などが不定期に刊行されている。

### チャンピオンBUZZ
2023年9月、毎月第1木曜配信の本誌の電子版にて、追加料金不要の電子増刊『チャンピオンBUZZ』（チャンピオンバズ）が付属されることを発表。同年10月5日発売の『週刊少年チャンピオン』45号に付属し、創刊。電子版限定で新作のオリジナル作品やWEB小説のコミカライズ作品が掲載される。

#### 連載作品
太字は2025年Vol.22（2025年7月3日発売）現在連載中の作品。
- シーカーズ〜迷宮最強のおじさん、神配信者となる〜（原作：AteRa、漫画：ナカ村田）：Vol.1[14] -
- 復讐姫ローラ〜お姉様を生贄にしたこの国はもう要らない〜（原作：冬月光輝、漫画：野澤阿美乃）：Vol.1[14] -
- 「しらないこと研究会」本編（原案：不知火建設、漫画：つむみ）：Vol.4[20] - Vol.9[21]
- 吹部やめたい萩野さん（桃原）：Vol.4[20] - vol.12[22] ←『週刊少年チャンピオン』から移籍[20]
- 勇者殺しの元暗殺者。〜無職のおっさんから始まるセカンドライフ〜（原作：岡本剛也、漫画：キクチ）：Vol.5[23] -
- 君のためなら何度でも（すのはら風香）：Vol.6[24] -
- 運送屋のおっさんがなぜか副業で絶対無敵剣士を務めることに〜さえない人生を送ってた俺が魔王討伐の切り札に？〜（原作：朔夜コノハ、漫画：星野倖一郎）：Vol.9[25] -
- 天使と悪魔メシ（こにすけ）：Vol.12[26] -
- フェアウェイの声をきかせて（椎葉裕巳）：Vol.14[27] - Vol.21[28]←『週刊少年チャンピオン』から移籍[27]
- 放課後ファンタジー（村岡ユウ）：Vol.17[29] -
- ごくじょし-極道、女子学生になる-（木村光博）：Vol.22[19] -

## 派生誌
- （旧）別冊少年チャンピオン→月刊少年チャンピオン
- ファミコンチャンピオン
- ヤングチャンピオン
  - ヤングチャンピオン烈
  - 別冊ヤングチャンピオン
  - どこでもヤングチャンピオン
  - ヤンチャンWeb
- グランドチャンピオン
- チャンピオンジャック
- チャンピオンRED
  - チャンピオンRED いちご
- （新）別冊少年チャンピオン
- チャンピオンクロス
- グラビアチャンピオン
- チャンピオンBUZZ
- 少年チャンピオン・コミックス